# أوريم (يوتا)
أوريم (بالإنجليزية: Orem, Utah)‏ هي مدينة تقع في الولايات المتحدة في مقاطعة يوتا، يوتا. يقدر عدد سكانها بـ 90,749 نسمة ومساحتها 47.4 كم2 وترتفع عن سطح البحر 1,455 متر.

## التركيبة السكانية
حدّد مكتب تعداد الولايات المتحدة بيانات التركيبة السكانية لأوريم في تعداد الولايات المتحدة. في ما يلي، التركيبة السكانية حسب تعدادي 2000 و2010.

### تعداد عام 2000
بلغ عدد سكان أوريم 84,324 نسمة بحسب تعداد عام 2000، وبلغ عدد الأسر 23,382 أسرة وعدد العائلات 19,085 عائلة مقيمة في المدينة. في حين سجلت الكثافة السكانية 1,753.1 نسمة لكل كيلومتر مربع (4,540.5/ميل2). وبلغ عدد الوحدات السكنية 24,166 وحدة بمتوسط كثافة قدره 502.4 لكل كيلومتر مربع (1,301.2/ميل2).
وتوزع التركيب العرقي للمدينة بنسبة 90.80% من البيض و0.33% من الأمريكيين الأفارقة و0.73% من الأمريكيين الأصليين و1.45% من الأمريكيين ذوي الأصول الآسيوية و0.86% من سكان جزر المحيط الهادئ و3.64% من الأعراق الأخرى و2.18% من عرقين مختلطين أو أكثر و8.56% من الهسبانيون أو اللاتينيون من أي عرق.
بلغ عدد الأسر 23,382 أسرة كانت نسبة 52% منها لديها أطفال تحت سن الثامنة عشر تعيش معهم، وبلغت نسبة الأزواج القاطنين مع بعضهم البعض 69% من أصل المجموع الكلي للأسر، ونسبة 9.5% من الأسر كان لديها معيلات من الإناث دون وجود شريك،  بينما كانت نسبة 3.1% من الأسر لديها معيلون من الذكور دون وجود شريكة وكانت نسبة 18.4% من غير العائلات. تألفت نسبة 12.4% من أصل جميع الأسر من عدة أفراد يعيشون في نفس المنزل ونسبة 5.1% كانت تتألف من شخص يعيش بمفرده يبلغ من العمر 65 عاماً أو أكثر. وبلغ متوسط حجم الأسرة المعيشية 3.57، أما متوسط حجم العائلات فبلغ 3.93.
بلغ العمر الوسطي للسكان 23.9 عاماً. وكانت نسبة 35.1% من القاطنين تحت سن الثامنة عشر، وكانت نسبة 17.3% بين الثامنة عشر والرابعة والعشرين عاماً، ونسبة 25.7% كانت واقعةً في الفئة العمرية ما بين الخامسة والعشرين والرابعة والأربعين عاماً، ونسبة 14.4% كانت ما بين الخامسة والأربعين والرابعة والستين، ونسبة 6.6% كانت ضمن فئة الخامسة والستين عاماً فما فوق. يوجد لكل 100 أنثى 98.7 ذكر، ويوجد لكل 100 أنثى في الثامنة عشر من عمرها فما فوق 95.5 ذكر.
بلغ متوسط دخل الأسرة في المدينة 47,529 دولارًا، أما متوسط دخل العائلة فبلغ 51,214 دولارًا. وكان متوسط دخل الذكور 38,221 دولارًا مقابل 22,815 دولارًا للإناث. وسجل دخل الفرد الخاص بالمدينة 16,590 دولارًا. وكانت نسبة 5.8% من العائلات ونسبة 8.4% من السكان تحت خط الفقر، وكان من هؤلاء نسبة 9.3% تحت سن الثامنة عشر ونسبة 4.8% في الخامسة والستين من العمر وما فوق.

### تعداد عام 2010
بلغ عدد سكان أوريم 88,328 نسمة بحسب تعداد عام 2010، وبلغ عدد الأسر 25,816 أسرة وعدد العائلات 20,363 عائلة مقيمة في المدينة. في حين سجلت الكثافة السكانية 1,836.3 نسمة لكل كيلومتر مربع (4,756.0/ميل2). وبلغ عدد الوحدات السكنية 26,970 وحدة بمتوسط كثافة قدره 560.7 لكل كيلومتر مربع (1,452.2/ميل2).
وتوزع التركيب العرقي للمدينة بنسبة 84.48% من البيض و0.72% من الأمريكيين الأفارقة و0.87% من الأمريكيين الأصليين و1.94% من الأمريكيين ذوي الأصول الآسيوية و1% من سكان جزر المحيط الهادئ و7.79% من الأعراق الأخرى و3.21% من عرقين مختلطين أو أكثر و16.10% من الهسبانيون أو اللاتينيون من أي عرق.
بلغ عدد الأسر 25,816 أسرة كانت نسبة 44.9% منها لديها أطفال تحت سن الثامنة عشر تعيش معهم، وبلغت نسبة الأزواج القاطنين مع بعضهم البعض 65.2% من أصل المجموع الكلي للأسر، ونسبة 9.7% من الأسر كان لديها معيلات من الإناث دون وجود شريك،  بينما كانت نسبة 4% من الأسر لديها معيلون من الذكور دون وجود شريكة وكانت نسبة 21.1% من غير العائلات. تألفت نسبة 14.3% من أصل جميع الأسر من عدة أفراد يعيشون في نفس المنزل ونسبة 5.8% كانت تتألف من شخص يعيش بمفرده يبلغ من العمر 65 عاماً أو أكثر. وبلغ متوسط حجم الأسرة المعيشية 3.35، أما متوسط حجم العائلات فبلغ 3.71.
بلغ العمر الوسطي للسكان 26.2 عاماً. وكانت نسبة 30.9% من القاطنين تحت سن الثامنة عشر، وكانت نسبة 16.2% بين الثامنة عشر والرابعة والعشرين عاماً، ونسبة 27.5% كانت واقعةً في الفئة العمرية ما بين الخامسة والعشرين والرابعة والأربعين عاماً، ونسبة 17.1% كانت ما بين الخامسة والأربعين والرابعة والستين، ونسبة 8.3% كانت ضمن فئة الخامسة والستين عاماً فما فوق. وتوزع التركيب الجنسي للسكان بنسبة 49.9% ذكور و50.1% إناث.

## أعلام
- إيرين ثورن
- شين أكوام
- مات غاي
- جوليان هوف
- برادي ووكر
- كوري إنغن
- دوغ هانسن
- جو كروغر